# فولابرا
فولابرا (به لاتین: Fulbaria) یک منطقهٔ مسکونی در بنگلادش است که در ناحیه میمن‌سینگ واقع شده‌است. فولابرا ۴۰۲٫۴۱ کیلومتر مربع مساحت و ۴۴۸٬۴۶۷ نفر جمعیت دارد.